# トマス・ヴァイトクス
トマス・ヴァイトクス（Tomas Vaitkus、1982年2月4日 - ）は、リトアニア、クライペダ出身の元自転車競技（ロードレース）選手。

## 経歴
2000年、ジュニア世界選手権自転車競技大会・団体追い抜きのメンバーとして優勝に貢献。
2002年、U-23世界選手権・個人タイムトライアル（ITT）を制覇した。
2003年、ランバウクレディート・コルナゴと契約を結んでプロ転向。
- 国内選手権・ITTを制覇。

2004年
- 国内選手権
  - ロードレース 優勝
  - ITT 優勝

2005年、AG2R・プレヴォワイアンスに移籍。
2006年
- ジロ・デ・イタリア第9ステージにおいて、2位のパオロ・ベッティーニらとのスプリント争いを制し区間優勝。

2007年、ディスカバリーチャンネルに移籍。
- ツール・ド・フランス第2ステージにおいて落車事故に遭い、重傷を負った。
- 同年限りでチームが解散

2008年、アルベルト・コンタドールらとともに、アスタナ・チームに移籍。
- 2度目の国内選手権ロードレースを制した。

2010年、チーム・レディオシャックに移籍。
2011年、アスタナへ移籍。
2012年、グリーンエッジへ移籍し、2シーズンを過ごし引退した。